# Andrij Kalašnykov
Andrij Mykolajovyč Kalašnykov (in ucraino Калашников Андрій Миколайович?; 20 novembre 1964) è un ex lottatore ucraino, specializzato nella lotta greco-romana.

## Palmarès

### Olimpiadi
- 1 medaglia:
  - 1 bronzo (Atlanta 1996 nei 52 kg)